# Шурер, Оснат
Оснат Шурер (англ. Osnat Shurer, ивр. אסנת שורר‎) — американская кинопродюсер и режиссёр.
Занимается производством анимационной продукции, одна из руководителей Pixar Animation Studios, продюсер мультфильмов «Моана», «Райя и последний дракон» и др.

## Биография
Оснат Шурер родилась и выросла в Израиле.
В 1983 году получила степень в области кино в Нью-Йоркском университете.
Её карьера в кинобизнесе началась в 2003 году на студии Pixar Animation Studios в качестве продюсера короткометражного анимационного фильма «Барашек», который был номинирован на лучший короткометражный анимационный фильм на церемонии вручения премии «Оскар» 2004 года. Она также была продюсером анимационных фильмов «Человек-оркестр», «Джек-Джек атакует», «Мистер Исключительный и его друзья» и документального фильма Сары Вауэлл, который вышел под названием «Vowellet: An Essay». В 2006 году снятый ею короткометражный фильм «Похищение» также был номинирован на «Оскар».
Вместе с Джоном Маскером и Роном Клементсом она была номинирована на церемонии вручения «Оскар» 2017 года за мультфильм «Моана» в категории «Лучший анимационный фильм». Награда досталась мультфильму «Зверополис», также снятому анимационной студией Уолта Диснея.

## Фильмография
| Мультфильм, фильм                    | Год  |                         |
| ------------------------------------ | ---- | ----------------------- |
| Райя и последний дракон              | 2021 | продюсер                |
| Моана                                | 2016 | продюсер                |
| Похищение                            | 2006 | исполнительный продюсер |
| Человек-оркестр                      | 2005 | продюсер                |
| Мистер Исключительный и его друзья   | 2005 | исполнительный продюсер |
| Vowellett - An Essay by Sarah Vowell | 2005 | режиссёр, продюсер      |
| Джек-Джек атакует                    | 2005 | продюсер                |
| Барашек                              | 2003 | продюсер                |
| Изучение рифов с Жаном-Мишелем Кусто | 2003 | продюсер                |